# Carphina melanura
Carphina melanura là một loài bọ cánh cứng trong họ Cerambycidae.